# Парийзи
Пари́йзи (эст. Pariisi) — деревня в волости Кадрина уезда Ляэне-Вирумаа, Эстония. До 2005 года входила в состав волости Сакси (упразднена).

## География и описание
Расположена в 14 километрах к юго-западу от Раквере и в 10 километрах к востоку от Тапа. Ближайший населённый пункт — деревня Кику к северо-западу (около 3 километров). Высота над уровнем моря — 114 метров.
Климат умеренный. Официальный язык — эстонский. Почтовый индекс — 45227.

## Население
По данным переписи населения 2021 года, в Парийзи проживали 23 человека, из них 21 (91,3 %) — эстонцы.
По данным переписи населения 2011 года, в деревне насчитывалось 24 жителя, все — эстонцы.
Численность населения деревни Парийзи по данным переписей населения СССР и Департамента статистики Эстонии:
| Год  | 1959 | 1970 | 1989 | 2011 | 2017 | 2018 | 2019 | 2020 | 2021 |
| ---- | ---- | ---- | ---- | ---- | ---- | ---- | ---- | ---- | ---- |
| Чел. | 33   | ↘ 20 | ↗ 39 | ↘ 24 | ↗ 27 | ↘ 26 | ↗ 27 | → 27 | ↘ 23 |

## История
В письменных источниках деревня впервые упоминается в 1913 году (Pariisi). Изначально была частью деревни Арукюла (в 1796 году упомянута как Arrokül).
Согласно народным сказаниям, Парийзи возникла в середине XIX века или в 1870-х годах, когда бани, находившиеся возле деревень Арукюла и Кику, были перевезены сюда, и здесь возникла «банная» деревня. В начале XX века тут насчитывалось 36 бань. Владельцами бань в основном были ремесленники. Все участки были окружены жердяными изгородями, таким образом возникла сеть дорожек, которые называли «улицами» (uulitsa). В 1977 году, в период кампании по укрупнению деревень, с Парийзи были объединены деревни Арукюла и Метспере, которая имела статус деревни с 1922 года.

## Происхождение топонима
В переводе на русский язык Парийзи — Парижская. Утверждается, что владелец недалеко расположенной мызы Саксимойз (нем. Saximois, Сакси, эст. Saksi mõis) как-то сказал, что в этой деревне улицы — как в Париже, отсюда и пошло её название. По другой легенде, солдат родом из этой деревни во время Отечественной войны 1812 года побывал в Париже и принёс оттуда это название.